# Hugues de Calveley
Hugues de Calveley, nommé en anglais Hugh Calveley, naquit dans le Cheshire et mourut en 1394.

## Biographie
À la tête des archers anglais, il se distingua à la bataille de Poitiers le 19 septembre 1356. Lors de la guerre de succession du duché de Bretagne, il combattit Charles de Blois dans les rangs de l'armée de Jean de Montfort (futur Jean IV de Bretagne) et se distingua lors du combat des Trente le 26 mars 1351 entre Bretons et Anglais près de Ploërmel, il fut l'un des combattants représentant l'Angleterre. On le retrouve en Castille à la bataille de Nájera où il affronte Bertrand du Guesclin. Cette campagne militaire terminée il revint dans le parti anglais et fut nommé gouverneur de la ville de Brest. Un lien de parenté l'unissait peut-être à Robert Knolles, peut-être était-il son demi-frère.

### L'amitié/ rivalité avec du Guesclin
En 1354, alors capitaine de Bécherel, il est capturé par du du Guesclin lors d'une tentative de capturer Arnoul d'Audrehem; l'invité de La Dame de Tinténiac, contre une rançon. En 1360, il prend sa revanche, et capture Du Guesclin sur le pont de Juigné-sur-Sarthe. Plus tard, Du Guesclin est capture une troisième fois lors de la bataille d'Auray dirigé par Calveley. Après la guerre de succession de Bretagne les deux hommes deviennent des compagnons d'armes, sous contrat, lors de l'expédition des compagnies de Du Guesclin en Espagne en faveur de Henri de Trastamare. Le contrat expire en 1367, et Calveley est contraint à rejoindre Woodstock. A la bataille de Najéra, Du Guesclin est capturé, mais l'amitié des deux hommes reste intact. En 1368, le français écrit à Calveley 'mon trechier frère,' au sujet de l'argent qu'il le doit. Redevenus adversaires en 1370 à la Bataille de Pontvallain, plus tard les deux hommes négocient l'évacuation de Saint Maure au prix d'une grosse rançon.

### Après la mort de Du Guesclin
En 1383, Hugues est l'adjoint de l'évêque de Norwich, Henri le Despenser, lorsque celui-ci est désigné leader de la « croisade » menée en Flandres contre les partisans de l'antipape Clément VII. Hugues va essayer en vain d'infléchir les décisions de l'évêque qui lui paraissent souvent contraires aux lois de la chevalerie ou de la simple loyauté. L'affaire se termine par une défaite anglaise. Hugues, de par son attitude pendant toute l'expédition, ne se verra pas accablé de reproches, ce qui ne fut pas le cas de l'évêque.

## Sources
- Georges Bordonove, Les Rois qui ont fait la France - Les Valois - Charles V le Sage, t. 1, Pygmalion, 1988.